# Love Will Tear Us Apart

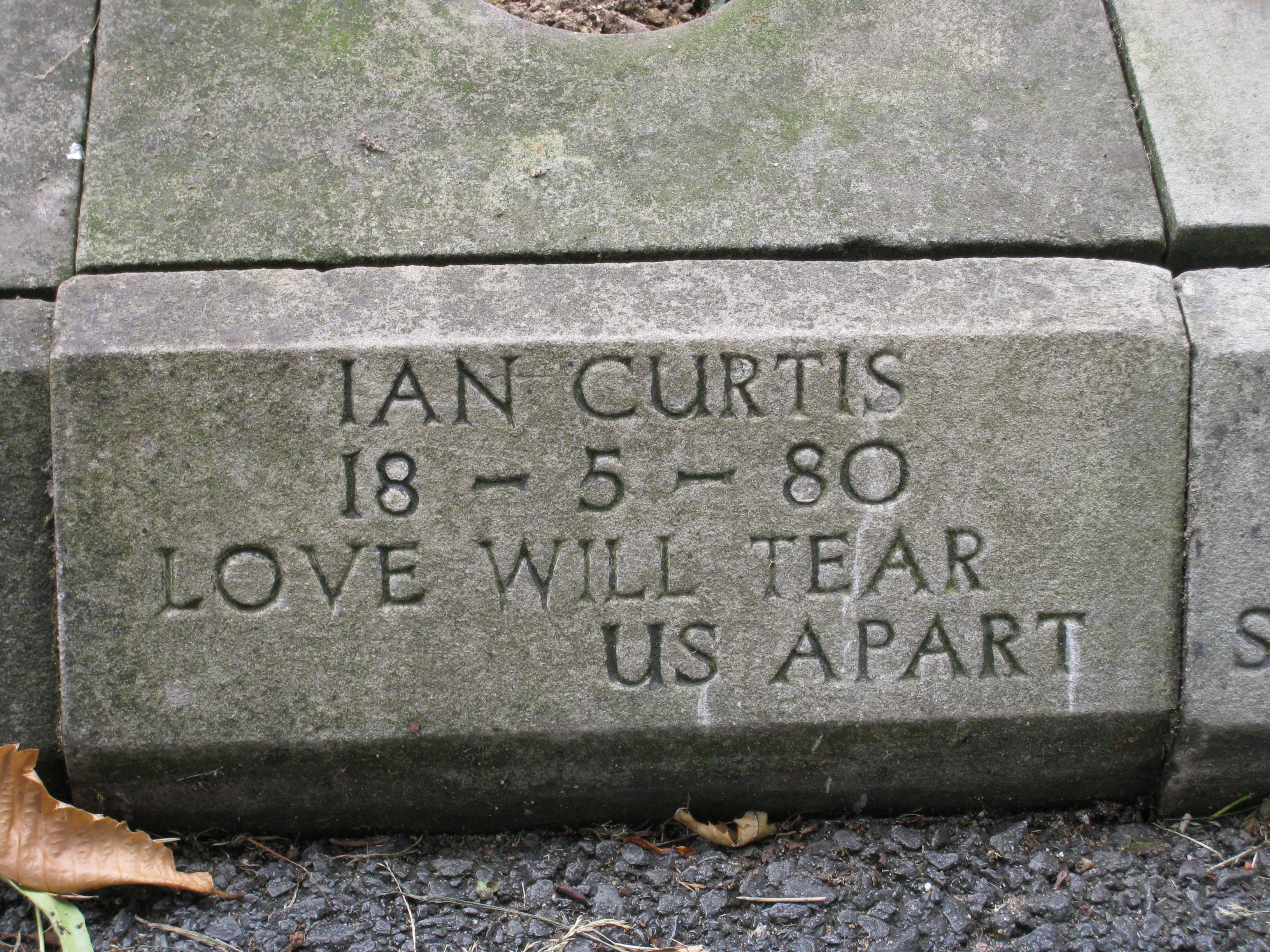
Il titolo del brano scolpito sulla tomba di Ian Curtis

Love Will Tear Us Apart è un brano del gruppo post-punk inglese dei Joy Division, pubblicato come singolo nell'aprile del 1980.

## Descrizione
Dopo la morte suicida del leader del gruppo Ian Curtis, il brano divenne il primo e unico successo commerciale del gruppo, arrivando a raggiungere il 13º posto nella classifica inglese. Il brano è stato pubblicato solo sulla compilation del gruppo Substance, uscita nel 1988.
Nel testo del brano, uno dei pochi in cui Curtis suona la chitarra, si scorgono i problemi che aveva con la moglie Deborah. Il celebre titolo della canzone è stato inciso come epitaffio sulla tomba del cantante. La canzone è stata considerata nel 2002 dal New Musical Express il miglior singolo di tutti i tempi mentre la rivista americana Rolling Stone l'ha inserita nella propria lista delle 500 migliori canzoni di tutti i tempi alla posizione 179.

## Tracce
Il singolo è stato pubblicato su 7" e su 12".
Lato A
1. Love Will Tear Us Apart – 3:18

Lato B
1. These Days – 3:21
2. Love Will Tear Us Apart (versione alternativa) – 3:06

## Altre edizioni
Nel 1995 il brano è stato rimixato e pubblicato su CD singolo dalla London con in aggiunta il brano live Transmission e su vinile con una differente lista tracce:
1. Love Will Tear Us Apart (Original Version) – 3:25
2. Love Will Tear Us Apart (Radio Version) – 3:38
3. Love Will Tear Us Apart (Arthur Baker Remix) – 4:12
4. Atmosphere (Original Hannett 12") – 4:08

Nel 2007 è stato ripubblicato dalla Warner nell'edizione originale.
Nel 2011 l'etichetta MiruMir Music Publishing su licenza della San Juan Music Group (USA), Pubblica una versione stampata in vinile trasparente con una diversa lista tracce.
1. Love Will Tear Us Apart (Original Version)
2. Transmission
3. Love Will Tear Us Apart (Radio Version)
4. These Days
5. Atmosphere (Original Hannett 12")
6. Love Will Tear Us Apart (Arthur Baker Remix)

## Interpretazioni
Il brano è stato oggetto di cover da moltissimi artisti: Dave Gahan, Thom Yorke, Mark Owen, Björk, Calexico, Bloc Party, The Cure, U2, John Frusciante, Arcade Fire, Dari, Simple Minds, Nouvelle Vague, The Carnival of Fools, Fall Out Boy, Paul Young, José González, Squarepusher, New Order.
Dà il titolo all'omonimo EP degli Swans, uscito nel 1988 con 2 versioni del brano, una cantata da Michael Gira e l'altra da Jarboe.

## Copertina

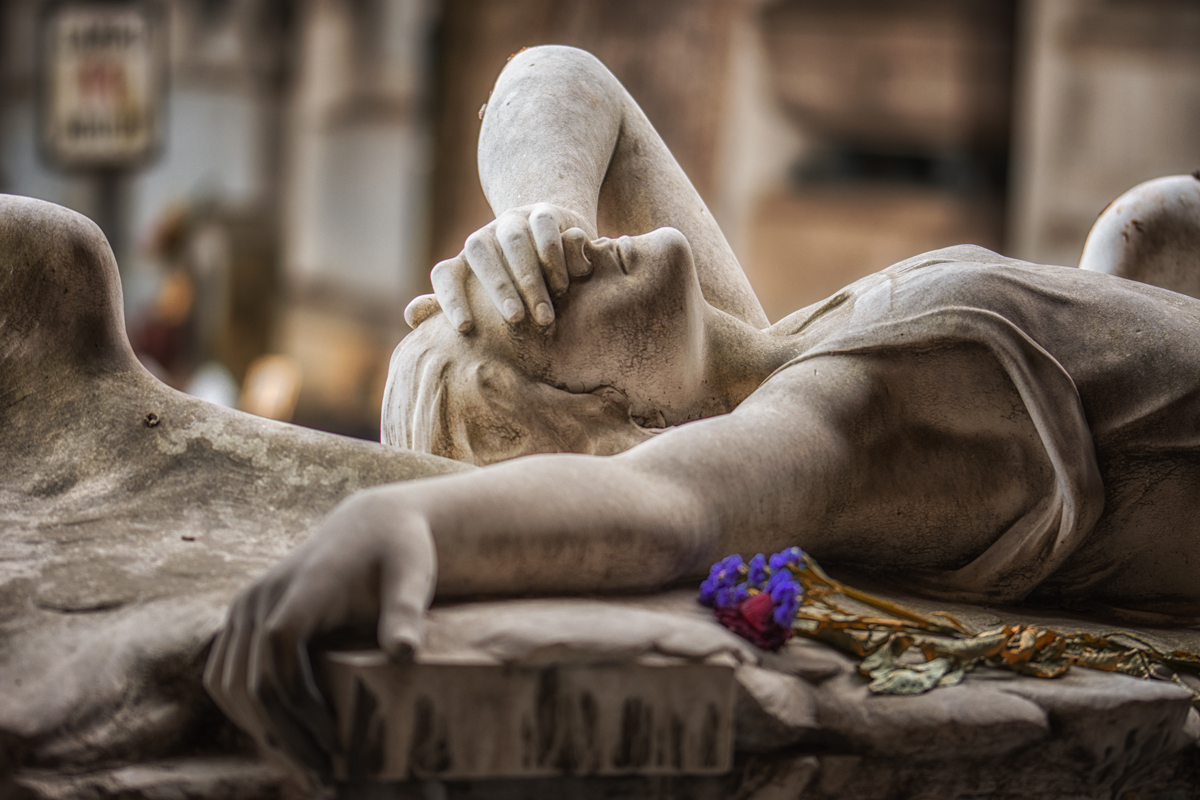
Tomba Ribaudo, Cimitero monumentale di Staglieno, Genova

Per la copertina del singolo venne scelto di utilizzare la fotografia in bianco e nero della statua decorativa della Tomba Ribaudo del Cimitero monumentale di Staglieno a Genova.